# 11102 Берторігіні
11102 Берторігіні (11102 Bertorighini) — астероїд головного поясу, відкритий 26 вересня 1995 року.
Тіссеранів параметр щодо Юпітера — 3,411.